# 仙台市立上野山小学校
仙台市立上野山小学校（せんだいしりつ かみのやましょうがっこう）は、宮城県仙台市太白区上野山一丁目にある公立小学校である。

## 概要
八木山の南付近に当たる地区の人口増加に伴い、新設の上野山小学校が開校した。

## 沿革
- 1970年（昭和45年）4月1日 - 開校
- 1978年（昭和53年）4月1日 - 仙台市立太白小学校が分離開校[1]
- 1982年（昭和57年）4月1日 - 仙台市立人来田小学校が分離開校[2]

## 学区
- 鈎取の一部、鈎取本町、鈎取1丁目、4丁目の大部分、上野山、西多賀5丁目の一部、ひより台の一部、御堂平、山田の大部分、山田上ノ台町、山田北前町、山田新町、山田本町[3]

## 児童数
- 2013年 - 454人

## 卒業後
- 山田中学校（一部は西多賀中学校）へ進学する。